# 希斯·舒勒
希斯·舒勒（英語：Heath Shuler；1971年12月31日—）是美国的一位商人和政治人物。在2007年至2013年，他是北卡羅來納州第11選舉區選出的聯邦眾議員。他的黨籍是民主黨。他是民主黨內保守派集團「蓝狗联盟」的成員。他曾經是一位職業美式足球運動員，在場上的位置是四分衛。